# Zapyškis
 Zapyškis (polonais : Sapieżyszki) est un village de l'Apskritis de Kaunas en Lituanie. Il est situé au bord de la rivière Niémen. En 2011, la population est de 264 habitants. 

## Histoire
Le nom d'origine de la ville est Sapieżyszki en polonais, en l'honneur de la famille de nobles des Sapieha, princes de la république des Deux Nations. Sigismond Ier de Pologne donne le terrain pour la construction de l'église sur l'emplacement d'un ancien temple païen.
L'église gothique de la ville est construite entre 1530 et 1578. 
Au cours du XIXe siècle, la population est de 564 habitants dont un très grand nombre sont juifs et en 1923, la population est de 589 habitants. La ville compte au moment de la Seconde Guerre mondiale, une synagogue où se situe la société culturelle Bal-Machšoves. Elle comprend aussi une bibliothèque, une pharmacie, plusieurs magasins et une école primaire juive.
Le 4 septembre 1941, la communauté juive est assassinée dans une exécution de masse,. Le massacre est perpétré par un einsatzgruppen, des nationalistes lituaniens, les (Tautinio darbo apsaugos batalionas), et d'habitants locaux. 178 juifs sont tués, 47 hommes, 118 femmes et 13 enfants, principalement près du cimetière.

## Patrimoine
Zapyškis fait partie des communes ayant toujours un des six anciens cimetières juifs dans les environs de Kaunas. Les cinq autres cimetières sont situés à Čekiškė, Babtai, Vilkija, Garliava et Vandžiogala.